# Álvaro Rodovalho Marcondes dos Reis
Álvaro Rodovalho Marcondes dos Reis (? — ?) foi um engenheiro e político brasileiro.
Foi presidente da província de Mato Grosso, nomeado por carta imperial de 2 de outubro de 1886, de 9 de dezembro de 1886 a 28 de março de 1887.
Foi administrador da Estrada de Ferro Dona Tereza Cristina (EFDTC).